# 卡靈路
卡靈路（渥太華38號市道）是加拿大安大略省渥太華西端的一條東西向主幹路，從卡納塔的馬治道（March Road）延伸直至格里布的布朗臣路。該道路以約翰·卡靈命名。他是卡靈啤酒廠創始人，曾任保守黨國會議員兼上議員、郵政署長及農業部長。

## 道路概述
卡靈路全長約19（12英里），起始於格里布社區的邊緣，筆直向西延伸，直至渥太華河，之後向北彎曲繞過水晶灣（Crystal Bay）及大英灣，西止於卡納塔以北。
該道路大部分市區路段為四至六車道主幹路，車速限制為60每小時（37英里每小時）。穿過綠帶並進入卡納塔的部分主要為雙車道鄉郊公路，車速限制為80每小時（50英里每小時）。
2005年12月，就在布朗臣路之前，卡靈路介乎布夫街（Booth Street）與劍橋南街（Cambridge Street South）之間約150公尺的路段各方向一條車道被改造成巴士專用線，加快了繁忙時間通過卡靈路夾布朗臣路路口的巴士流量。

## 特徵
卡靈路從西向東的沿路地標有卡靈活商場、西門商場、皇家渥太華精神健康中心、渥太華市民醫院、自治領天文台及凱萊奇大廈等。

## 輕鐵運輸
渥太華輕鐵杜氏湖站位於卡靈路夾柏斯頓街處附近。渥太華公車局巴士路線亦服務於該車站。

## 主要路口
主要路口（從西向東）：
- 馬治道（March Road；4100）
- 穆迪徑（Moodie Drive；3500）
- Holly Acres Road（通往417號省道；3200）
- 灣岸徑（Bayshore Drive；3100）
- 松巒道（Pinecrest Road；2800）
- 列治文道（2700）
- 渥太華河徑（即麥當勞徑；2500）
- 胡道輝路（2200）
- 美特蘭路（Maitland Avenue；1800）
- 女皇道／Kirkwood Avenue（1500）
- 瑪利谷道（英语：Merivale Road (Ottawa)）（1300）
- 費沙路（Fisher Avenue）／荷蘭路（Holland Avenue）／島嶼公園徑／NCC Scenic Driveway（1100）
- 柏杜路（1000）
- 柏斯頓街（800）
- 布夫街（Booth Street；600）
- 布朗臣路（300）

## 外部連結
- 维基共享资源上的相關多媒體資源：卡靈路

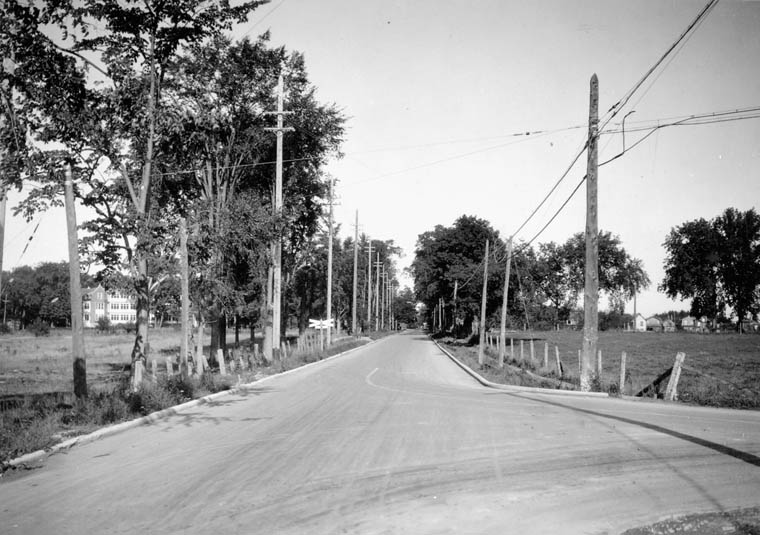
卡靈路夾瑪利谷道 (渥太華)，攝於1920年代

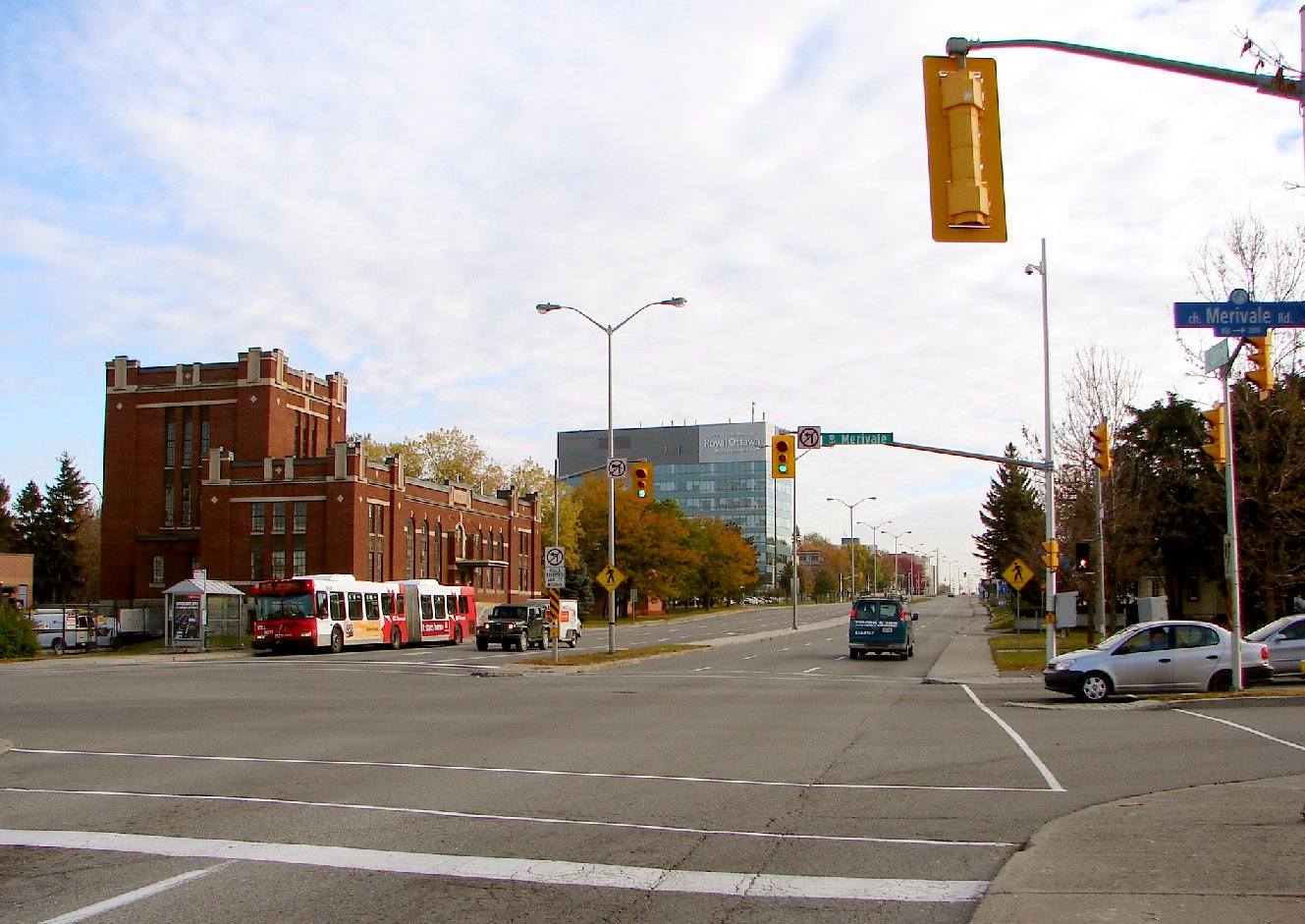
卡靈路夾瑪利谷道 (渥太華)，攝於2009年

- Google Maps: Carling Avenue （页面存档备份，存于）